# Join Me in Death
«Join Me in Death» es el primer sencillo del segundo álbum de HIM, Razorblade Romance. También es llamada "Join Me", su título original, pero para la versión norteamericana no les fue permitido usar la palabra "Death" (Muerte) en el título de la canción. Join Me in Death también aparece en la película The Thirtheen Floor.
En 1999 se formó una controversia con respecto a la letra de la canción, con ciertas frases que invitan al suicidio (Won't you die tonight for love?). Ville Valo, el vocalista de la banda respondió diciendo que las letras no se deben tomar literalmente, y lo que realmente la canción quiere decir es que hay que "dejar todo por amor". Para Valo es "una versión actual de la historia de Romeo y Julieta".

## Video
Tiene 3 versiones:
En la primera versión aparece la banda tocando en una especie de escenario, en la cual se proyectan rayos láseres. Además aparecen fragmentos de la película The 13th Floor; mientras que en la segunda versión aparecen en un paisaje de hielo. Y la última versión es otra de rayos láser pero sin escenas de la película The 13th Floor y con más escenas de Ville Valo.